# Громов, Сергей Пантелеймонович
Серге́й Пантелеймо́нович Гро́мов (род. 12 мая 1953 года, Орёл) — советский и российский химик, специалист в области супрамолекулярной химии, органической химии и фотохимии, профессор (2005) член-корреспондент РАН (2008), автор Научного открытия СССР (1980), лауреат премии имени А. М. Бутлерова РАН (2006), Государственной премии РФ в области науки и технологий (2018), лауреат премии имени Н. Д. Зелинского РАН (2023).

## Биография
Родился 12 мая 1953 года в городе Орёл.
В 1975 году окончил химический факультет МГУ, затем занимался научной деятельностью сначала на химическом факультете МГУ им. М. В. Ломоносова, а затем в Центре фотохимии РАН (ЦФ РАН) (Москва). В настоящее время работает руководителем Центра фотохимии РАН ФНИЦ «Кристаллография и фотоника» РАН, является профессором химического факультета МГУ им. М. В. Ломоносова и Московского физико-технического института.
В 1978 году защитил кандидатскую диссертацию «Изомеризационная рециклизация пиридинового ядра».
В 1998 году защитил докторскую диссертацию «Синтез и супрамолекулярная химия краунсодержащих непредельных красителей».
В 2005 году ему было присвоено звание профессора по специальности.
В 2008 избран членом-корреспондентом РАН по Отделению нанотехнологий и информационных технологий РАН (специальность «нанотехнологии»). С 2013 г является членом-корреспондентом РАН в Отделении химии и наук о материалах РАН в Секции химических наук.
С 2022 г является членом Бюро Отделения химии и наук о материалах РАН.

### Научная и общественная деятельность
Громовым С. П. внесен крупный вклад в фундаментальные исследования, связанные с созданием фотоактивных иерархических органических материалов для супрамолекулярной и нанофотоники.
Основные научные результаты:
- выполнен цикл работ по синтезу комплементарных самособирающихся непредельных и макроциклических соединений нового типа;
- создан универсальный супрамолекулярный конструктор, позволяющий осуществлять самосборку из непредельных и макроциклических соединений фотопереключаемых супрамолекулярных устройств, фотоуправляемых супрамолекулярных машин, фотоактивных монослоев ЛБ и монокристаллов, в которых можно реализовать все основные типы фотопроцессов;
- разработан ряд реакций синтеза органических люминофоров и макроциклических лигандов перспективных для применения в нанотехнологии фотоактивных органических материалов.

В последнее время Громовым С. П. с соавторами разработана новая методология инженерии фотоактивных кристаллических упаковок, позволяющая осуществлять топохимические реакции [2+2]‑фотоциклоприсоединения непредельных соединений без разрушения монокристаллов.
С 2015 г занимал должность директора Центра фотохимии РАН. В настоящее время работает руководителем Центра фотохимии РАН ФНИЦ «Кристаллография и фотоника» РАН.
С. П. Громов является членом трех докторских диссертационных советов Института органической химии им. Н. Д. Зелинского РАН, химического факультета Московского государственного университета им. М. В. Ломоносова, научных советов РАН по органической химии и химической физики, редколлегии журнала «Химия высоких энергий».
С. П. Громов — профессор, заведующий лабораторией химического факультета Московского государственного университета им. М. В. Ломоносова. Под его руководством защищено 13 кандидатских и 2 докторские диссертации.
С. П. Громов — автор 471 научных работ, из них 400 статей, 33 обзоров в журналах, 9 книг и глав в книгах, 29 патентов и авторских свидетельств. Суммарное цитирование его работ по данным Web of Science составляет 4877, а индекс Хирша равен 35.

## Награды

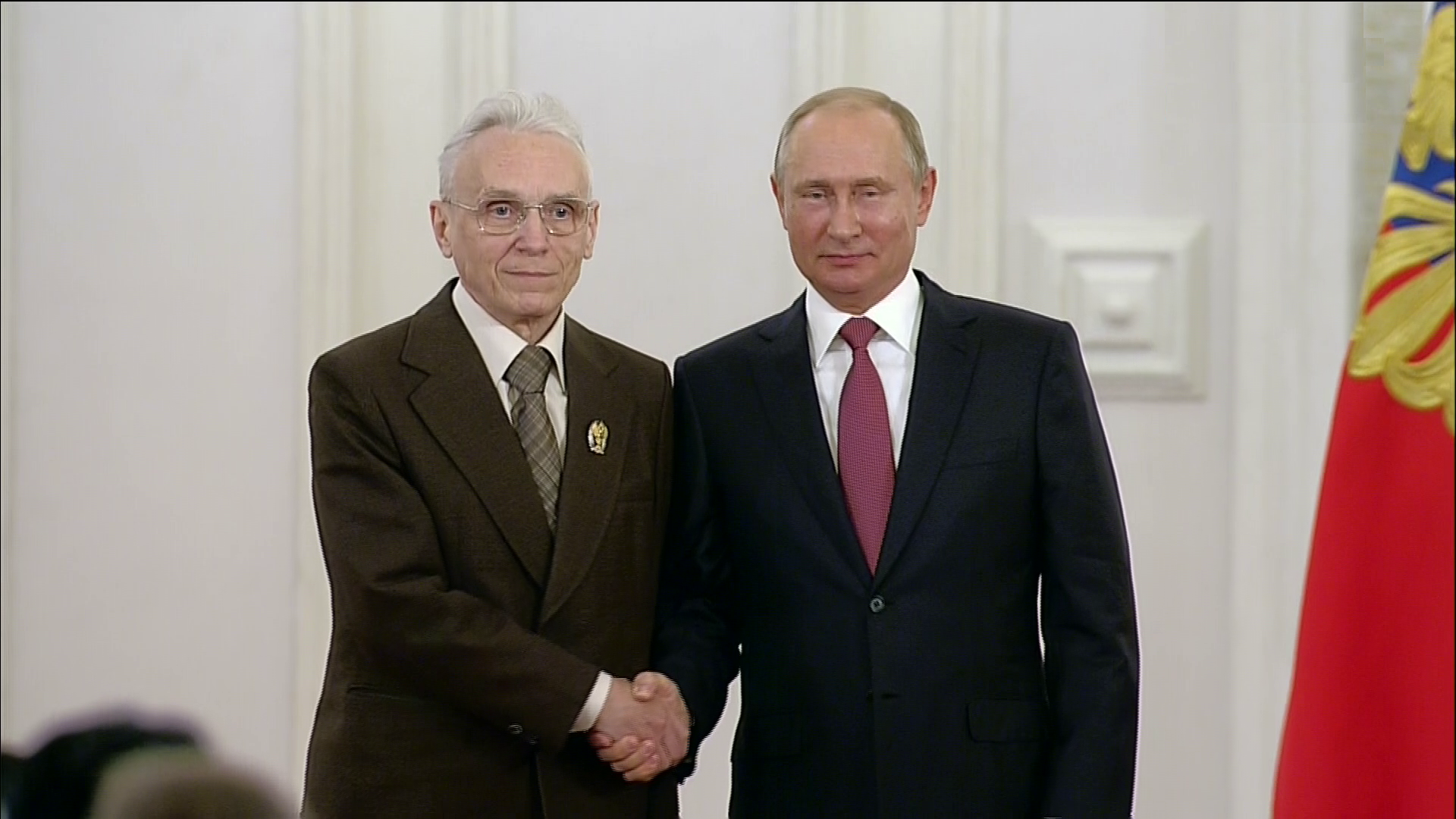
Громов С. П. на награждении Государственной премией РФ в 2018 году вместе с Президентом РФ Владимиром Путиным.

- Диплом Госкомитета СССР по делам изобретений и открытий (1980) — за научное открытие «Явление изомеризационной рециклизации азотистых гетероароматических соединений».
- Медаль «В память 850-летия Москвы» (1997).
- Премия имени А. М. Бутлерова РАН (2006) — за цикл работ «Молекулярное конструирование фоточувствительных супрамолекулярных систем с заданными свойствами на основе краунсодержащих непредельных соединений».
- Лауреат Государственной премии РФ в области науки и технологий (2018)[2] за разработку фотоактивных супрамолекулярных устройств и машин.
- Премия имени Н. Д. Зелинского РАН (2023) — за цикл работ «Кристаллографический подход к топохимическим реакциям [2+2] фотоциклоприсоединения непредельных соединений с сохранением монокристалла».
- Благодарность Президента Российской Федерации (5 февраля 2024 года) — за заслуги в развитии отечественной науки, многолетнюю плодотворную деятельность и в связи с 300-летием со дня основания Российской академии наук[3]

## Основные работы
1. Kost A. N., Gromov S. P., Sagitullin R. S. «Pyridine ring nucleophilic recyclizations.» // Tetrahedron. — 1981. — V. 37. — No. 20. — P. 3423-3454.
2. Gromov S. P., Kost A. N. «Enamine rearrangement.» // Heterocycles. — 1994. -V. 38. — No. 5. — P. 1127—1155.
3. Громов С. П., Алфимов М. В. «Супрамолекулярная органическая фотохимия краунсодержащих стириловых красителей.» // Изв. РАН. Сер. хим. — 1997. — № 4. — С. 641—665.
4. Gromov S. P. «Ring transformation of pyridines and benzo derivatives under the action of C nucleophiles.» // Heterocycles. — 2000. — V. 53. — No. 7. — P. 1607—1630.
5. Alfimov M. V., Fedorova O. A., Gromov S. P. «Photoswitchable molecular receptors.» // J. Photochem. Photobiol., A — 2003. — V. 158. — P. 183—198.
6. Громов С. П., Дмитриева С. Н., Чуракова М. В. «Фенилаза- и бензоазакраун-соединения с атомом азота сопряжённым с бензольным циклом.» // Усп. хим. — 2005. — № 5. — С. 503—532.
7. Ушаков Е. Н., Алфимов М. В., Громов С. П. «Принципы дизайна оптических молекулярных сенсоров и фотоуправляемых рецепторов на основе краун-эфиров.» // Усп. хим. — 2008. — Т. 77. — № 1. — С. 39-59.
8. Громов С. П. «Молекулярный конструктор светочувствительных и светоизлучающих наноразмерных систем на основе непредельных и макроциклических соединений.» // Изв. АН, Сер. хим. — 2008. — № 7. — С. 1299—1323.
9. Gromov S. P., Vedernikov A. I., Kuz’mina L. G., Kondratuk D. V., Sazonov S. K., Strelenko Y. A., Alfimov M. V., Howard J. A. K. «Photocontrolled molecular assembler based on cucurbit[8]uril: [2+2]-autophotocycloaddition of styryl dyes in solid state and in water.» // Eur. J. Org. Chem. — 2010. — No. 13. — P. 2587—2599.
10. Ушаков Е. Н., Громов С. П. «Супрамолекулярные методы управления межмолекулярными реакциями [2+2]-фотоциклоприсоединения непредельных соединений в растворах.» // Усп. хим. — 2015. — Т. 84. — № 8. — С. 787—802.
11. Кузьмина Л. Г., Ведерников А. И., Громов С. П., Алфимов М. В. «Кристаллографический подход к топохимическим реакциям [2+2] фотоциклоприсоединения непредельных соединений с сохранением монокристалла.» // Кристаллография. — 2019. — Т. 64. — № 5. — С. 677—700.